# Naloxon
Naloxon, prodávaný v USA pod názvem Narcan, v Česku například pod názvem Naloxone WZF Polfa (Naloxone Polpharma), Nyxoid nebo Suboxone (tady ve směsi s buprenorfinem) je lék používaný k zastavení účinků opioidů a to zejména při předávkování. Naloxon může být spojen s druhým opioidem, aby se snížilo riziko zneužití samotného opioidu. Při intravenózním podání začíná naloxon působit během dvou minut a při podání do svalové tkáně působí během pěti minut; může být také aplikován do nosu. Účinky naloxonu trvají asi půl hodiny až hodinu. V případě, že doba účinkování ostatních opioidů je delší než působení naloxonu, může být zapotřebí podat více dávek přípravku s naloxonem.
Podávání naloxonu osobám, které jsou závislé na opioidech, může způsobit symptomy abstinenčního syndromu, včetně neklidu, nervozity, nevolností, zvracení, zrychlení srdečního tepu a pocení. Aby se jim zabránilo, lze podávat nízké dávky naloxonu do té doby, než bude dosaženo požadovaného efektu. U pacientů s dřívější poruchou srdečního rytmu či v případě, že pacient užívá léky, které negativně ovlivňují fungování srdce, se při užití naloxonu objevily problémy se srdcem. Uvádí se, že v případě těhotenství je podávání naloxonu bezpečné, ověřeno to však bylo pouze s omezeným počtem gravidních žen.
Naloxon je neselektivním a kompetitivním antagonistou opioidového receptoru. Intoxikace opioidy vede k útlumu činnosti centrálního nervového systému a dechového centra, špendlíkovým zornicím, s možností rozvoje bezvědomí a hypoventilace. V takovém stavu je volbou antidotum opioidů – naloxon, jehož krátkodobý účinek lze prodlužovat opakovanými dávkami. Naloxon má plně opačný účinek než opioidy, s působením na obnovení vigility (bdělosti), krevního tlaku z hypotenze, dýchání a potlačení sedace i psychomimetického efektu opioidů.
Naloxon byl patentován v roce 1961 a v roce 1971 byl schválen pro použití proti předávkování opioidy dle Úřadu pro kontrolu potravin a léčiv. Je na seznamu nejúčinnějších a nejbezpečnějších léků dle Světové zdravotnické organizace. Naloxon je v USA dostupný jako generický lék. Velkoobchodní cena naloxonu v rozvojovém světě se pohybuje mezi 0,5 amerického dolaru až 5,3 am. dolaru za jednu dávku. Naloxon nepatří k drahým přípravkům ani ve Spojených státech, jeho cena je nižší než 25 am. dolarů. Cena za balíček dvou autoinjektorů se v USA však zvýšila z 690 amerických dolarů v roce 2014 na 4500 am. dolarů v roce 2016.
V Česku je používán Suboxone od roku 2008, kdy jeho výhodou je to, že na rozdíl od Subutexu jej nelze užívat nitrožilně a závislí na opiátech tak užívají látku pouze jako substituční za heroin.

## Lékařské užití

### Předávkování opioidy

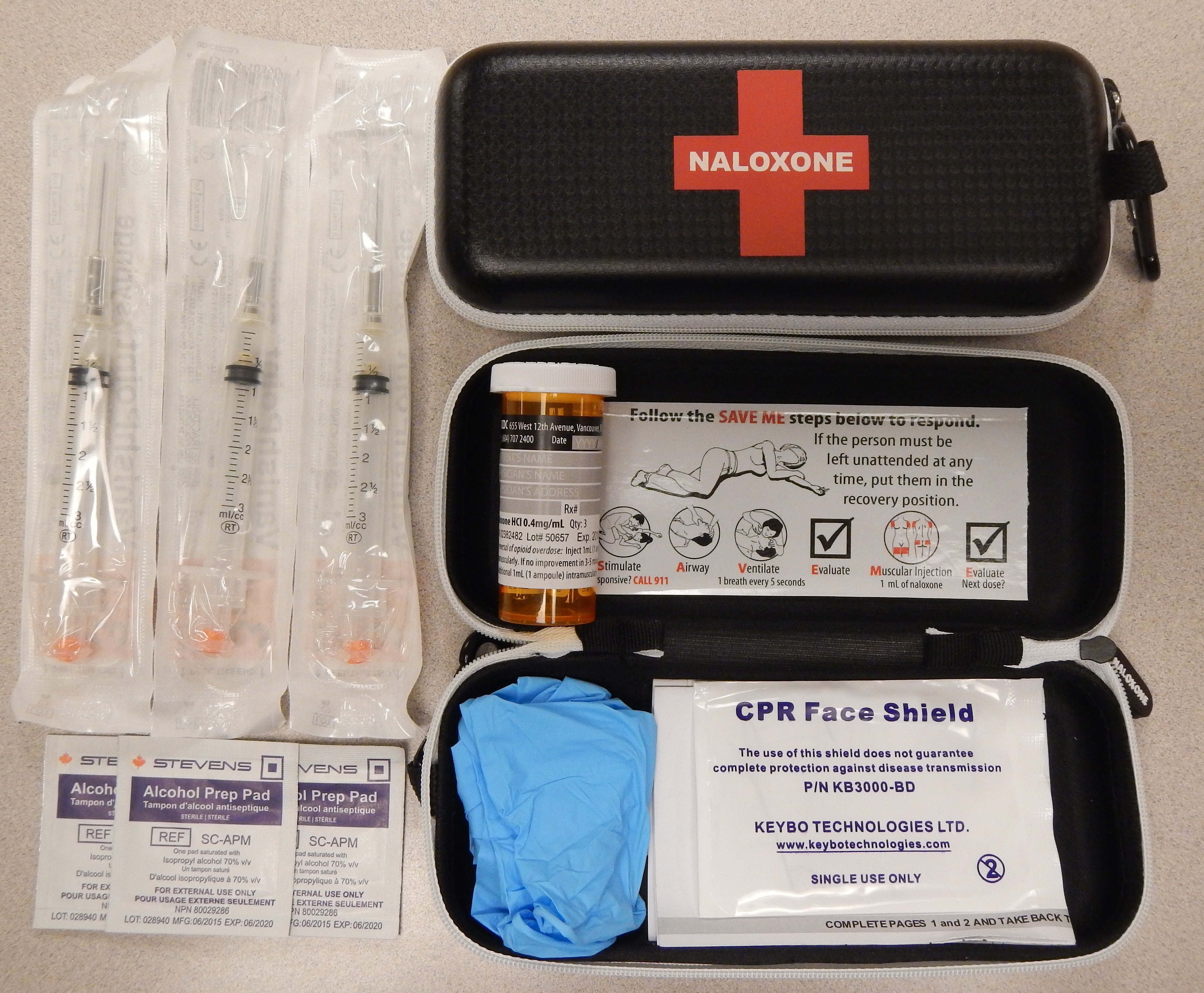
Balíček s naloxonem, jak je distribuován v Britské Kolumbii v Kanadě

Naloxon je užitečný jak při akutním předávkování opioidy, tak i při snižování respirační nebo duševní deprese vyvolané opioidy. Není jasné, zda je podávání přípravku užitečné v případě zástavy srdce vyvolané opioidy.
Naloxon je součástí balíčků rozdávaných závislým na heroinu či dalších opioidech. Bylo prokázáno, že tyto balíčky snížily úmrtnost v důsledku předávkování opioidy. Předepsání naloxonu se doporučuje v případě, že uživatel je závislý na vysoké dávce opioidů (rovnající se více než 100 mg morfinu za den). Předepisuje se také v případě, že uživatel užívá opioidy spolu s benzodiazepiny nebo je podezření či jistota, že užívá opioidy bez lékařského předpisu. Předepsání naloxonu by mělo být doplněno standardními doporučeními o užití přípravku, součástí doporučení by měla být prevence, informace o rozpoznání a reakci na předávkování, informace o první pomoci a o zavolání zdravotnické záchranné služby.

### Prevence opiové závislosti
Naloxon se špatně vstřebává při podání ústy, proto se běžně kombinuje s řadou perorálních přípravků a to včetně buprenorfinu nebo pentazocinu. V případě ústního podání tohoto přípravku účinkuje pouze hlavní opioid. Pokud je však zneužit přípravek injekčně, tak naloxon blokuje účinek hlavního opioidu. Tato kombinace se používá ve snaze zabránit zneužití opioidových léků. V Německu je prodáván tilidin pouze v kombinaci s naloxonem.

### Jiná použití
Naloxon lze použít u kojenců, kteří byli vystaveni účinkům opioidů podávaných matce před nebo během porodu. Neexistují důkazy o použití naloxonu ke snížení kardiorespirační a neurologické deprese u kojenců. Kojenci, kteří jsou vystaveni vysokým dávkám opioidů v těhotenství, mohou mít poškozenou CNS v souvislosti s perinatální asfyxií. Naloxon byl zkoumán s cílem zlepšit výsledky užití u kojenců, nicméně výsledky jsou současné době velice slabé.
U pacientů v šoku, včetně septického, kardiogenního, hemoragického nebo míšního (spinálního) šoku se zlepšil průtok krve po podání naloxonu. Důležitost tohoto zjištění není jasná.
Naloxon je experimentálním lékem používaným při léčbě vrozené necitlivosti pro bolest, což je extrémně vzácné onemocnění (1 z 125 milionů), které zabraňuje postiženému cítit bolest nebo vnímat rozdíly teplot.
Naloxon může být také použit jako protilátka při předávkování přípravky obsahujícími klonidin, tj. přípravky pro snížení krevního tlaku. Naloxon může být také použit na léčbu svědění, které je spojeno s užitím opioidů.